# Georg von Metzsch-Reichenbach (Hofbeamter)

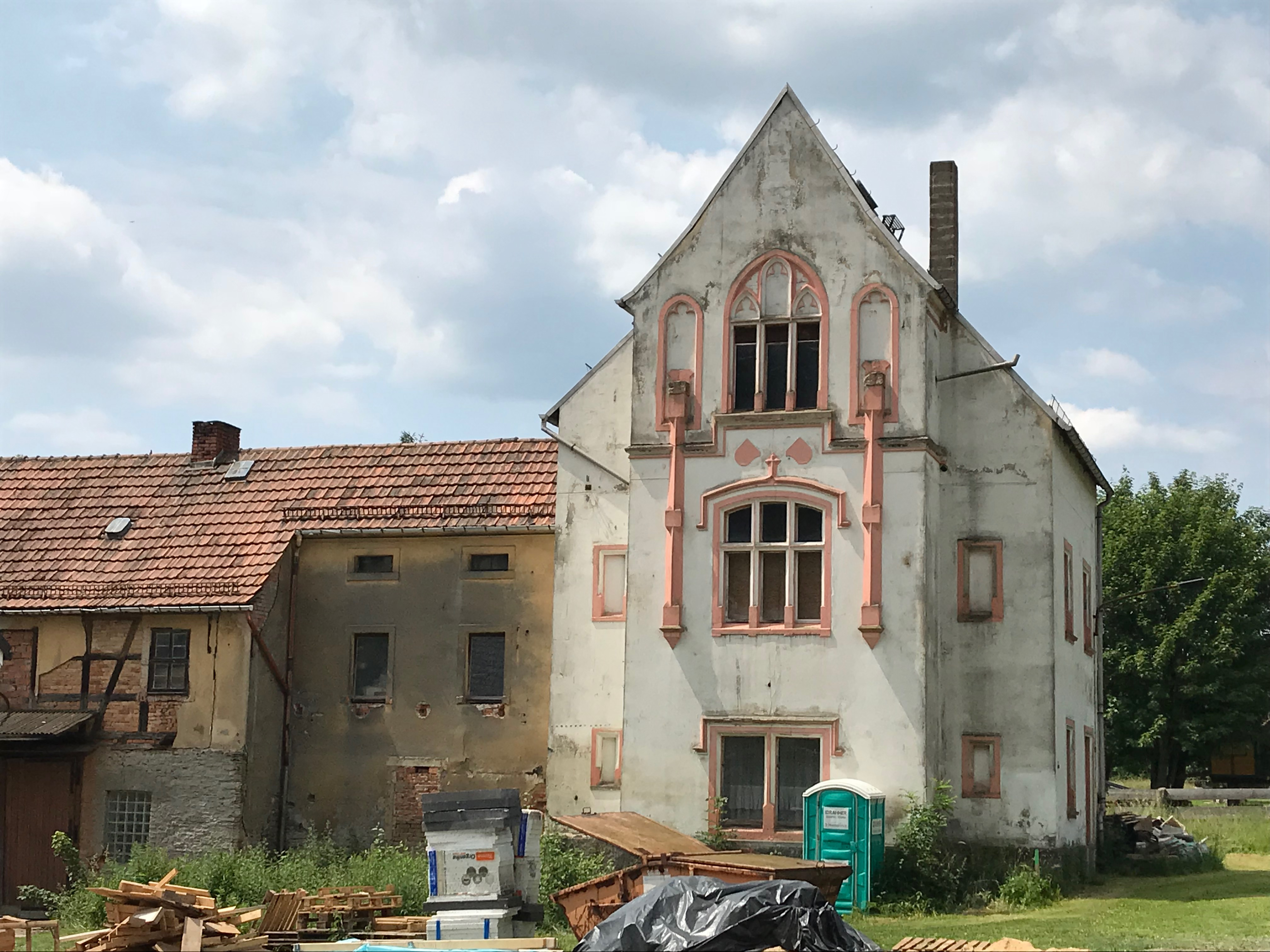
Georg von Metzsch-Reichenbach wurde bei Schloss Friesen beigesetzt

Georg Hans von Metzsch-Reichenbach (* 24. Januar 1864 in Großenhain; † Mai 1931) war ein sächsischer Offizier, Hofbeamter und Vorsitzender des Roten Kreuzes in Sachsen.

## Leben

### Herkunft
Metzsch stammte aus einem alten vogtländisch-thüringischen Adelsgeschlecht. Sein Großvater Karl von Metzsch (1804–1880) war Kammerherr und Oberhofmundschenk am königlichen Hof in Dresden. Georg war ein Sohn des Oberzeremonienmeister und Mitglied der I. Kammer des Sächsischen Landtags, Gustav von Metzsch und dessen Ehefrau Emily Goschen, eine Schwester der britischen Politiker George Joachim Goschen, 1. Viscount Goschen und Edward Goschen aus der Oberlößnitzer Kaufmannsfamilie Göschen. Sein Onkel war der sächsische Politiker Georg von Metzsch-Reichenbach.

### Karriere
Georg von Metzsch-Reichenbach wurde am 23. November 1883 zum Fähnrich beim Ulanen-Regiment „Kaiser Franz Josef von Österreich, König von Ungarn“ (1. Königlich Sächsisches) Nr. 17 der sächsischen Armee ernannt. Er avancierte am 20. September 1884 zum Leutnant und wurde in das Garde-Reiter-Regiment verlegt, wo er eine typische militärische Laufbahn durchlief. Seine Beförderung zum Oberleutnant erfolgte 1892 und am 10. Dezember 1897 stieg er zum Rittmeister und Chef der 5. Schwadron im Regiment auf. 1899 wurde er persönlicher Adjutant des Prinzen Georg und wurde im Jahr 1902 unter Genehmigung seines Abschiedsgesuches zur Disposition gestellt. Im Ruhestand wurde er Kammerherr der Königin Carola im königlich-sächsischen Hofstaat und stieg in dieser Verwendung 1908 zum Hofmarschall auf. 1910 wurde er Hausmarschall. Nach Ausbruch des Ersten Weltkrieges wurde er als z.D.-Offizier reaktiviert und als Kommandeur des Staffelstabes 333 verwendet. Im weiteren Kriegsverlauf diente er zuletzt ab 1917 als Kommandant der mobilen Etappenkommandantur Sedan.
Er wurde am 6. November 1918 als Nachfolger des verstorbenen Hilmar Freiherr von dem Bussche-Streithorst zum letzten Oberhofmarschall des sächsischen Königs, Friedrich August III. ernannt. Somit verwaltete er den gesamten Hofstaat des sächsischen Monarchen. Er nahm am 8. November an einer Krisensitzung im Dresdner Residenzschloss teil, dem auch der König, Regierungschef Rudolf Heinze, Kriegsminister Viktor von Wilsdorf, Minister des Königlichen Hauses Georg von Metzsch-Reichenbach und die Generaladjutanten Georg O’Byrn und Georg von Römer beiwohnten. In der Sitzung wurde beschlossen, die anbrechende Revolution nicht mit Waffengewalt niederzuschlagen. In der Weimarer Republik machte er sich noch Verdienste als Vorsitzender des Roten Kreuzes in Sachsen. Georg von Metzsch-Reichenbach wurde unter großer Teilnahme im Schloss Friesen bei Reichenbach beigesetzt.

### Familie
Georg heiratete am 8. Januar 1891 in Siebeneichen Eva Marie Freiin von Miltitz. Aus der Ehe entstanden mindestens vier Kinder, nämlich Albert (* 1891), Alexander (* 1892), Verena (* 1896) und Marie Antoinette (* 1903). Er konvertierte zum katholischen Glauben und begründete einen katholischen Zweig der Familie. Die Söhne Albert und Alexander wurde in der Nachkriegszeit Gutsbesitzer von Schwarzenhof bei Kargow.